# Parascotia carbonaria
Parascotia carbonaria là một loài bướm đêm trong họ Erebidae.